# Popis postupaka zavarivanja
Popis postupaka zavarivanja je svrstan u različite grupe zavarivanja. Brojčana oznaka u drugom stupcu je prema standardu ISO 4063 (u Europskoj uniji EN ISO 4063). Brojčana oznaka u zagradi je prema starom standardu ISO 4063 is 1998. Kratice u trećem stupcu su prema Američkoj udruzi zavarivača (engl. American Welding Society).

## Elektrolučno zavarivanje
| Naziv                           | Broj    | AWS         | Svojstva | Primjena                                                     |
| ------------------------------- | ------- | ----------- | --- | ------------------------------------------------------------ |
| Zavarivanje u vodiku            | (149)   | AHW         | Dvije metalne elektrode u zaštitnom plinu vodika | Povijesno                                                    |
| Zavarivanje golom elektrodom    | (113)   | BMAW        | Potrošne elektrode, bez zaštitne obloge i zaštitnog plina | Povijesno                                                    |
| Zavarivanje ugljenom elektrodom | (181)   | CAW         | Ugljene elektrode (povijesno) | Bakar, popravci (ograničeno)                                 |
| Zavarivanje pod praškom         | 136 137 | FCAW FCAW-S | Taljiva elektroda u obliku žice; rastaljeni mineralni prašak štiti električni luk | Industrija, konstrukcije                                     |
| Zavarivanje MIG postupkom1      | 131 135 | GMAW        | Poluautomatski ili automatski postupak, koji koristi stalno dovođenje gole žice kao elektrode za zavarivanje, a zaštićen je s neutralnom mješavinom zaštitnih plinova (obično argon), | Industrija                                                   |
| Zavarivanje TIG postupkom2      | 141     | GTAW        | Ručni postupak zavarivanja u neutralnom zaštitnom plinu ili neutralnoj smjesi plinova, koji koristi netaljivu volframovu elektrodu                                                    | Za kvalitetno zavarivanje tankih limova (do debljine 6 mm)   |
| Zavarivanje plazmom             | 15      | PAW         | Ručni postupak zavarivanja u neutralnom zaštitnom plinu ili neutralnoj smjesi plinova, koji koristi netaljivu volframovu elektrodu                                                    | Za medicinske instrumente, kompenzatore, turbinske lopatice. |
| Ručno elektrolučno zavarivanje3 | 111     | SMAW        | Zaštitu električnog luka i taline zavara od okolnog zraka obavljaju uglavnom plinovi i troska, koji nastaju pri taljenju i kemijskim reakcijama mineralne obloge potrošne elektrode   | Konstrukcija, vanjska gradilišta                             |
| Zavarivanje pod troskom         | 121     | SAW         | Automatsko zavarivanje taljivom žicom pod zaštitnom troskom | Za zavarivanje debelih i veoma debelih komada                |

1. Zavarivanje MAG postupkom (engl. Metal Active Gas) je vrsta elektrolučnog zavarivanja taljenjem u aktivnom zaštitnom plinu (obično ugljikov dioksid CO2).
2. Elektrolučno zavarivanje netaljivom elektrodom u zaštiti inertnog plinom.
3. Poznato i kao REL.

## Plinsko zavarivanje
| Naziv                                | Broj  | AWS | Svojstva                                                                                     | Primjena                                                                            |
| ------------------------------------ | ----- | --- | -------------------------------------------------------------------------------------------- | ----------------------------------------------------------------------------------- |
| Plinsko zavarivanje sa zrakom        | (321) | AAW | Kemijski postupak zavarivanja, nije posebno u upotrebi                                       | Ograničeno                                                                          |
| Plinsko zavarivanje                  | 311   | OAW | Izgaranje acetilena s čistim kisikom, izvodi s dodatnim materijalom, ali ponekad i bez njega | Za zavarivanje čeličnih cijevi i cijevi od sivog lijeva, a koristi se i za popravke |
| Plinsko zavarivanje (kisik + propan) | 312   |     | Plinsko zavarivanje s plamenom koji stvara kisik i propan                                    |                                                                                     |
| Plinsko zavarivanje (kisik + vodik)  | 313   | OHW | Izgaranje kisika i vodika stvara plamen visoke temperature                                   | Ograničeno                                                                          |
| Plinsko zavarivanje pritiskom        |       | PGW | Plinski plamen zagrijava osnovni metal i pritišće ga, stvarajući zavareni spoj               | Cjevovodi, željezničke tračnice (ograničeno)                                        |

## Elektrootporno zavarivanje
| Naziv                                                | Broj | AWS  | Svojstva | Primjena |
| ---------------------------------------------------- | ---- | ---- | --- | --- |
| Točkasto zavarivanje                                 | 21   | RSW  | Preklopno zavarivanje taljenjem dvaju dijelova stegnutih između dviju elektroda, kroz koje se dovodi električna struja                                                                  | Automobilska industrija, zrakoplovna industrija |
| Šavno elektrootporno zavarivanje                     | 22   | ERW  | Preklopno zavarivanje dvaju dijelova pomoću elektroda u obliku koluta (diska), koji zavarivane dijelove pritišću s obiju strana i istovremeno se pomiču                                 | Za privarivanje ojačanja spremnika goriva ili njihovo zavarivanje, zavarivanje karoserija automobila, vagona, cijevi, posuda, bubnjeva strojeva za pranje rublja, radijatora |
| Bradavičasto zavarivanje                             | 23   | PW   | Višetočkasto zavarivanje dvaju dijelova na mjestima gdje su načinjene izbočine (“bradavice”), koje pritišću na drugi zavarivani dio i preko kojih proteče električna struja zavarivanja | U strojagradnji za privarivanje vijaka i matica, čepova, kutnika, te u industriji igračaka, bijele tehnike (gdje je zavarivanje u velikim količinama)                        |
| Sučeljno vodootporno zavarivanje                     | 24   | FW   | Vrsta elektrootpornog zavarivanja bez taljenja, pri čemu dijelovi koji se zavaruju imaju oblik štapa (različitog oblika i presjeka) ili traka.                                          | Koristi se za zavarivanje žice, karika lanca, cijevi |
| Elektrootporno zavarivanje ogorijevanjem (iskrenjem) | 25   | RSEW | Koristi se ogorijevanje (rastaljivanje stičnih površina električnom strujom kratkog spoja blagim dodirom, tj. bez pritiska), kako bi se očistile i izravnale površine                   | Za zavarivanje [[tračnica]], pogonskih osovina, betonskog željeza, teških strojnih dijelova, u valjaonicama i drugo                                                          |

## Zavarivanje bez taljenja
| Naziv                                    | Broj | AWS | Svojstva | Primjena |
| ---------------------------------------- | ---- | --- | --- | --- |
| Zavarivanje isprešavanjem                |      | CEW | Različiti metali se isprešavaju (ekstrudiraju) kroz istu matricu | Spajaju se skuplji nehrđajući metali s jeftinijim legurama                                                                               |
| Hladno zavarivanje pritiskom             | 48   | CW  | Zavarivanje na sobnoj temperaturi samo mehaničkom energijom ili pritiskivanjem obaju dijelova koji se zavaruju, jednog prema drugom | Za zavarivanje električnih vodiča (npr. bakar s aluminijem), kućišta poluvodiča, cijevi, posuda                                          |
| Difuzijsko zavarivanje                   | 45   | DFW | Zavarivanje veoma slabim pritiskom i tlakom, pri temperaturi na mjestu zavarivanja povišenoj iznad temperature kristalizacije, jednostranom ili izmjenjivom difuzijom površinskih atoma na maloj udaljenosti; zavareni spoj se ne vidi                 | Za zavarivanje obloga kočnica, u elektrotehnici, fluidnoj tehnici, vakuumskoj i raketnoj tehnici                                         |
| Eksplozijsko zavarivanje                 | 441  | EXW | Spajanje metala pritiskom u hladnom stanju, koji koristi udarni val eksplozije, brzine veće od brzine zvuka i izuzetno velike energije, tako da se materijal rastali i dijelovi zavare u spoj                                                          | Za proizvodnju dvoslojnih limova (bimetal) mase do 10 tona                                                                               |
| Magnetsko zavarivanje                    |      |     | Zavarivanje pritiskom, nakon omekšavanja osnovnog materijala (npr. dviju cijevi), zbog djelovanja električnog luka, koji se rotira u zazoru žlijeba za zavarivanje                                                                                     | Cijevi (plinovodi, vrelovodi, naftovodi), prirubnice, boce za tehničke plinove, spremnici (rezervoari), šuplji profili različitih oblika |
| Kovačko zavarivanje                      | (43) | FOW | Najstarija vrsta zavarivanja metala | Mačevi |
| Zavarivanje trenjem                      | 42   | FRW | Dijelovi između dodirnih površina zagrijavaju se toplinom trenja nastalom vrtnjom jednog ili obaju dijelova koji se zavaruju | U automobilskoj industriji za zavarivanje ventila, čepova, svrdala, tlačnih posuda, pogonskih vratila, alata                             |
| Zavarivanje vrućim pritiskom             |      | FSW | Metali se pritišću zajedno, zatim se povećava temperatura ispod tališta, u vakuumu ili u zaštitnom plinu | Dijelovi svemirskih letjelica |
| Zavarivanje vrućim izostatskim pritiskom | 47   | HPW | Vrući neutralni zaštitni plinovi se koriste da stvore pritisak unutar spremnika pod tlakom | Dijelovi svemirskih letjelica |
| Zavarivanje valjanjem                    |      | ROW | Bimetalni materijali se spajaju pritiskom okretnih valjaka | Bimetalni materijali |
| Ultrazvučno zavarivanje                  | 41   | USW | Spajanja plastičnih dijelova, koji naleglu jedan na drugi, počinju da vibriraju usled djelovanja ultrazvuka, zatim dolazi do njihove plastifikacije zbog trenja graničnih površina i njihovog spajanja za vrijeme hlađenja uz pomoć pritiska spajanja. | Igračke za djecu, medicinsko-tehničke aparati, aparati za domaćinstvo, materijali za pakiranje, otvarači boca, cijevi, olovke            |

## Ostali postupci zavarivanja
| Naziv                           | Broj   | AWS | Svojstva | Primjena |
| ------------------------------- | ------ | --- | --- | --- |
| Zavarivanje elektronskim snopom | 51 511 | EBW | Zavarivanje taljenjem (energijom zračenja) fokusiranim snopom elektrona.                                                                                     | Za zavarivanje teško taljivih metala, npr. volfram, molibden, tantal, niobij, te metala koji lako oksidiraju npr. titanij, berilij, cirkonij                                                                                     |
| Zavarivanje električnom troskom | 72     | ESW | Brzo zavarivanje radnih komada od čelika u vertikalnoj poziciji sa stalnim dotokom elektroda za zavarivanje                                                  | Teški komadi u strojogradnji i konstrukciji |
| Indukcijsko zavarivanje         | 74     | IW  | Vrsta elektrootpornog zavarivanja gdje se mjesto zavara zagrijava visokofrekventnim induciranim strujama kratkog spoja                                       | Za izradu konstrukcijskih profila, šavnih cijevi, pločastih izmjenjivača topline |
| Zavarivanje laserskim snopom    |        |     | Laser s čvrstom jezgrom Nd:YAG (ili YALG) s valnom duljinom svjetlosnog zračenja 1,06 μm i plinski CO2 laser s valnom duljinom svjetlosnog zračenja 10,6 μm. | Za zavarivanje metala visokih temperatura tališta, kao i onih koji se inače teško zavaruju, kao npr. bakar, nikal, aluminij, nehrđajući čelik, titanij, niobij, a mogu se spajati i raznorodni metali kao što su volfram i čelik |
| Udarno zavarivanje              | 77     | PEW | Nakon primjene električnog pražnjenja, primjenjuje se pritisak koji spaja dva materijala                                                                     | Za kontakte u elektrotehnici |
| Termitno zavarivanje            | 71     | TW  | Egzotermna reakcija između čistog aluminija i željeznog oksida u prahu                                                                                       | Željezničke tračnice |